# Хуан де Грихалва
Хуан де Грихалва (шп. Juan de Grijalva, 1490-1527), шпански колонизатор и истраживач, који је 1518. први истражио источну обалу Мексика и успоставио контакт са цивилизацијом Астека.

## Експедиција

### Припреме
Пошто су му преживели чланови Кордобине експедиције који су се вратили на Кубу у априлу 1517. донели нешто златних украса и поднели извештај о одевеним Индијанцима, каменим кућама, великим насељима и пољима засејаним кукурузом, гувернер Дијего Веласкез је закључио да је копно преплављено великим богатствима. Уз то, двојица заробљених Индијанаца, Хулијан и Мелхиор, спремно су потврдили да у откривеним земљама, које су због забуне у преводу прозване именом Јукатан, има рудника злата, иако их никада није било. Веласкез је одмах почео да организује нову експедицију, овога пута са четири брода (две каравеле које су се вратиле са Кордобом и још две које је опремио о свом трошку) под командом свог рођака Хуана де Грихалве као генерал-капетана, са Антоном де Аламиносом као главним навигатором, док су још тројица кубанских земљопоседника (Педро де Алварадо, Франсиско де Монтехо и Алонсо де Авила) постављени за капетане бродова. Капетани су о свом трошку снабдели своје бродове хлебом од маниоке и усољеном свињетином, а гувернер је обезбедио бродове, аркебузе и самостреле, као и стаклене перле и другу робу мале вредности за трговину са Индијанцима. Пошто су се претеране вести о богатству откривених земаља прошириле по околним острвима (Санто Домингу и Јамајци), пријавило се 240 добровољаца, који су се опремили о свом трошку. Међу њима је пошао и каснији хроничар Бернал Дијаз, ветеран претходне Кордобине експедиције, коме је Веласкез „наредио да пође. . . као заставник“.

### Путовање
Ова експедиција је 8. априла 1518. године испловила из Сантјаго де Куба, ишла истим путем као и Кордобина експедиција, само што је након напуштања Кубе одлутала још мало на југ и наишла на острво Козумел, одакле је наставила до Чампотона, где су Шпанци поново наишли на отпор Индијанаца. Битка је оставила седам војника мртвих, Хуана де Грихалву са три ране од стреле и два поломљена зуба, и више од 60 рањених, али су Индијанци ипак побегли. Шпанци су заузели потпуно напуштен град и остали у њему 3 дана. Напредујући даље ка западу, Грихалва је прво ушао у Бока де Терминос, где су људи из експедиције ловили дивљач уз помоћ пса који је остао на копну, док је експедиција наставила низ обалу до реке Табаско, коју су преименовали у Рио Грихалва. У близини је било велико насеље племена Табаско по имену Потончан и, уз помоћ Хулијана и Мелхиора, који су сада служили као преводиоци, Грихалва и његови људи су обављали трговину. У то време, глас о експедицији Грихалве стигао је до Монтезуме, и изгледа да је наредио својим гувернерима дуж обале да тргују са Грихалвом и његовим људима, али да их држе под надзором. Грихалвини бродови су наставили да се крећу ка западу и открили су три острва, Исла Бланка, Исла Верде и Исла де Сакрифициос. Пловећи даље, тргујући са индијским градовима док је ишао, Гријалва је формално заузимао земље у име краља и цара Карла V и, коначно, пошто је изгубио још тринаест људи од рана задобијених у разним биткама, Грихалва и његови капетани су били одлучни да „јаве своју ситуацију Дијегу Веласкезу да би могао да пошаље помоћ и зато што је Грихалва имао велику жељу да се настани на том месту, иако је са собом имао мало војника". Грихалва је послао Педра де Алварада да пренесе поруке од сваког од капетана Дијегу Веласкезу, као и да однесе назад нешто злата које су добили трампом и оне чланове експедиције који су били превише болесни да наставе са Грихалвом. Пошто је послао Педра де Алварада, Грихалва је са своја два преостала капетана, Франсиском де Монтехоом и Алонсом де Авилом, наставио ка северу да истражује обалу, да би коначно стигао до Рио де Каноаса у провинцији Пануко, након чега су почели да се враћају на Кубу.

## Последице
У међувремену, Дијего Веласкез, страхујући да је нешто задесило експедицију Грихалва, послао је групу у потрагу за њом. Даље, „забринут да би неки дворски миљеник у Шпанији могао добити права да истражује и насељава копно“, Дијего Веласкез је послао изасланика у Шпанију да обавести о свом случају цара Карла V и такође је почео да организује следећу експедицију, за коју је Ернан Кортес именован генерал-капетаном.